# Shrawasti
Shrawasti, eller Shravasti, är ett distrikt i den indiska delstaten Uttar Pradesh, och hade 1 176 391 invånare år 2001 på en yta av 1 126 km². Det gör en befolkningsdensitet på 1044,8 inv/km². Den administrativa huvudorten är staden Bhinga. De största religionerna är hinduism (74,18 %) och islam (25,60 %).

## Administrativ indelning
Distriktet är indelat i tre kommunliknande enheter, tehsils:
- Bhinga, Ikauna, Payagpur

## Städer
Distriktets två städer är huvudorten Bhinga samt Ikauna.
Urbaniseringsgraden låg på 2,84 procent år 2001.